# Nebulus
 (mars 2020).
Si vous disposez d'ouvrages ou d'articles de référence ou si vous connaissez des sites web de qualité traitant du thème abordé ici, merci de compléter l'article en donnant les références utiles à sa vérifiabilité et en les liant à la section « Notes et références ».
Nebulus (également connu sous les noms de Castelian, Kyorochan Land et Tower Toppler) est un jeu vidéo de plates-formes publié à la fin des années 1980.

## Système de jeu
Dans Nebulus, le joueur contrôle une petite créature verte nommée Pogo dont la mission est de détruire huit tours construites au-dessus de la mer.
Pogo débute en bas d'une tour et doit trouver son chemin jusqu'au sommet. Chaque tour est cylindrique et est escaladée grâce à des plates-formes situées sur sa surface extérieure, formant des escaliers ou reliées par des ascenseurs. Du fait de sa forme cylindrique, les tours n'ont aucune limite à gauche ou à droite : Pogo peut tourner tout autour de chacune.
La principale caractéristique du jeu réside dans le fait que Pogo reste toujours au centre de l'écran : s'il se déplace à droite ou à gauche, la représentation de la tour elle-même tourne dans un sens ou dans l'autre. Il lui est également possible, à certains endroits, d'emprunter des tunnels pour traverser la tour de part en part.
Au long de son ascension, Pogo rencontre différent ennemis, pour la plupart des formes géométriques basiques. Il lui est possible de tirer sur certains, mais d'autres résistent à ses tirs. S'il rentre en contact avec l'un d'eux, il est projeté sur la plate-forme immédiatement inférieure. S'il n'y en a aucune, il tombe dans la mer et se noie.
Une fois le sommet d'une tour atteint, Pogo peut déclencher son mécanisme de destruction, provoquant son effondrement dans la mer. Pogo monte alors à bord d'un sous-marin, et dans la plupart des versions intègrent un niveau de bonus où il peut tirer sur différents poissons afin de marquer des points.

## Versions
Nebulus a été édité par Hewson pour ZX Spectrum, Amstrad CPC, Commodore 64, Commodore Amiga, Atari ST, Acorn Archimedes, Game Boy, Nintendo Entertainment System et Atari 7800. La version américaine, publiée par U.S. Gold, porte le nom de Tower Toppler. Les versions Nintendo sont sorties sous le titre de Castelian et mettent en scène un personnage appelé Julius. Il existe également une version inachevée pour Atari 8-bit.
En 2004, Nebulus a été réédité pour le C64 Direct-to-TV. En 2008, la même version a été mise à disposition sur le service de téléchargement Console virtuelle de la console Wii.
Nebulus a été suivi par d'une suite peu connue, Nebulus 2, sortie uniquement sur Amiga en 1991. Un clone mettant en scène des pingouins, Tower Toppler, a été porté sur les systèmes Linux et publié ensuite sur Xbox Live.